# Municipio de Santa Cruz Naranjo
Municipio de Santa Cruz Naranjo är en kommun i Guatemala.   Den ligger i departementet Departamento de Santa Rosa, i den södra delen av landet, 30 km sydost om huvudstaden Guatemala City.